# Stupid Hoe
Stupid Hoe — песня, записанная тринидадской рэп исполнительницей Ники Минаж. Эта песня стала 2 промосинглом для второго студийного альбома Минаж Pink Friday: Roman Reloaded.

## Музыкальное видео
Клип на данную композицию вышел 20 января 2012. Он получил много отрицательных отзывов. В основном Минаж обвиняли в плагиате на образы из клипов Lady Gaga «Bad Romance» и Shakira «She Wolf», а также Jessie J «Price Tag».

## Список композиций
- Digital download

1. «Stupid Hoe» — 3:16

## Чарты
| Чарт (2011)          | Место |
| -------------------- | ----- |
| US Billboard Hot 100 | 59    |